# Shingo Katori
Pour les articles homonymes, voir Shingo.
Shingo Katori (香取 慎吾, Katori Shingo), né le 31 janvier 1977 est un chanteur, animateur de télévision et acteur japonais, ancien membre du groupe SMAP et en est le plus jeune membre.

## Biographie
Shingo Katori travaille pour l'agence Johnny & Associates.
Il a notamment travaillé dans le drama Shinsen gumi ! (新選組!) de la chaîne télé NHK en 2004, puis en 2006 dans la série Saiyūki (西遊記), nouvelle adaptation du Voyage en Occident par Fuji Television, interprétant Son Gokū.
Il a créé de nombreux personnages pour la télé dont le plus célèbre est Shingo Mama. Il est un contributeur régulier du programme Waratte iitomo! et le présentateur de SmaSTATION!!.

## Filmographie partielle
- 2006 : The Uchōten Hotel (THE 有頂天ホテル, The uchōten hoteru?) de Kōki Mitani : Kenji Tadano
- 2010 : Zatōichi: The Last (座頭市 THE LAST?) de Junji Sakamoto : Ichi